# Liste der Monuments historiques in Cléder
Die Liste der Monuments historiques in Cléder führt die Monuments historiques in der französischen Gemeinde Cléder auf.

## Liste der Bauwerke
| Bezeichnung                        | Beschreibung | Standort             | Kennzeichnung | Schutzstatus  | Datum     | Bild           |
| ---------------------------------- | ------------ | -------------------- | ------------- | ------------- | --------- | -------------- |
| Calvaire de Kerjean                |              | (Lage)               | PA00089872    | Classé        | 1969      | weitere Bilder |
| Château de Kergounadeach (Schloss) |              | (Lage)               | PA00089873    | Inscrit       | 1926      | weitere Bilder |
| Croix de Langoziliz (Kreuz)        |              | Poulscavennou (Lage) | PA00089874    | Inscrit       | 1972      | weitere Bilder |
| Manoir de Kermenguy (Herrenhaus)   |              | (Lage)               | PA00089875    | Inscrit       | 1975      | weitere Bilder |
| Schloss Tronjoly                   |              | (Lage)               | PA00089876    | Classé Classé | 1981 2015 | weitere Bilder |
| Moulin de Kerzéan (Mühle)          |              | (Lage)               | PA00089877    | Inscrit       | 1987      | weitere Bilder |
| Stèle gauloise                     |              | (Lage)               | PA00089878    | Classé        | 1957      | weitere Bilder |

## Liste der Objekte
- Monuments historiques (Objekte) in Cléder in der Base Palissy des französischen Kultusministeriums